# Tweede Kamerverkiezingen in het kiesdistrict Weststellingwerf

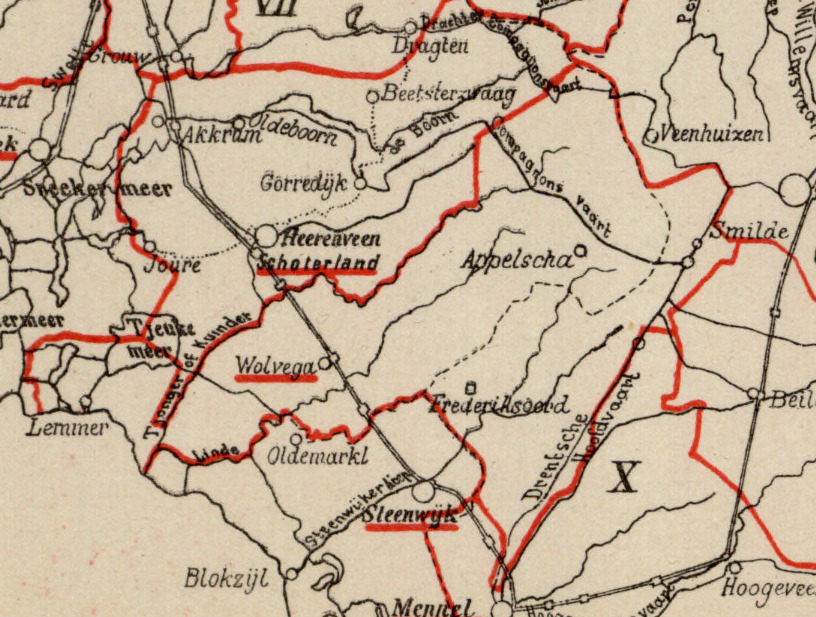
Kiesdistrict Weststellingwerf (1897)

Tweede Kamerverkiezingen in het kiesdistrict Weststellingwerf geeft een overzicht van verkiezingen voor de Nederlandse Tweede Kamer in het kiesdistrict Weststellingwerf in de periode 1897-1918.
Het kiesdistrict Weststellingwerf werd in 1897 ingesteld door een hernoeming van het kiesdistrict Wolvega. Tot het kiesdistrict behoorden de volgende gemeenten: Diever, Havelte, Lemsterland, Ooststellingwerf, Smilde, Vledder en Weststellingwerf.
Het kiesdistrict Weststellingwerf vaardigde in dit tijdvak per zittingsperiode één lid af naar de Tweede Kamer. 
Legenda
- cursief: in de eerste verkiezingsronde geëindigd op de eerste of tweede plaats, en geplaatst voor de tweede ronde;
- vet: gekozen als lid van de Tweede Kamer.

## 15 juni 1897
De verkiezingen werden gehouden na ontbinding van de Tweede Kamer.
|                    | 15 juni | 25 juni |
| ------------------ | ------- | ------- |
| Kiesgerechtigden   | 5.456   | 5.456   |
| Opkomst            | 3.102   | 3.607   |
| Geldige stemmen    | 3.051   | 3.578   |
| Blanco stemmen     | 51      | 29      |
| Kandidaten         |         |         |
| W.M. Houwing       | 1.409   | 2.174   |
| P. van Vliet       | 948     | 1.404   |
| G.L. van der Zwaag | 694     |         |

## 14 juni 1901
De verkiezingen werden gehouden na ontbinding van de Tweede Kamer.
|                    | 14 juni | 27 juni |
| ------------------ | ------- | ------- |
| Kiesgerechtigden   | 5.228   | 5.228   |
| Opkomst            | 3.331   | 3.567   |
| Geldige stemmen    | 3.276   | 3.529   |
| Blanco stemmen     | 55      | 38      |
| Kandidaten         |         |         |
| G.L. van der Zwaag | 1.222   | 1.984   |
| A.S. Talma         | 1.169   | 1.545   |
| H. Blink           | 885     |         |

## 6 augustus 1901
Geert van der Zwaag was bij de verkiezingen van 14 juni 1901 gekozen in twee kiesdistricten, Schoterland en Weststellingwerf. Hij opteerde voor Schoterland, als gevolg waarvan in Weststellingwerf een naverkiezing gehouden werd.  
|                   | 6 augustus | 13 augustus |
| ----------------- | ---------- | ----------- |
| Kiesgerechtigden  | 5.228      | 5.228       |
| Opkomst           | 3.254      | 3.674       |
| Geldige stemmen   | 3.225      | 3.629       |
| Blanco stemmen    | 29         | 45          |
| Kandidaten        |            |             |
| F.W.N. Hugenholtz | 1.431      | 1.975       |
| J. van der Molen  | 1.064      | 1.654       |
| H. Blink          | 716        |             |
| J. Veenhoven      | 14         |             |

## 16 juni 1905
De verkiezingen werden gehouden na ontbinding van de Tweede Kamer.
|                   | 16 juni | 28 juni |
| ----------------- | ------- | ------- |
| Kiesgerechtigden  | 6.653   | 6.653   |
| Opkomst           | 5.503   | 5.730   |
| Geldige stemmen   | 5.470   | 5.689   |
| Blanco stemmen    | 33      | 41      |
| Kandidaten        |         |         |
| F.W.N. Hugenholtz | 2.217   | 3.460   |
| J. van der Molen  | 2.007   | 2.229   |
| C.A. Zelvelder    | 1.246   |         |

## 11 juni 1909
De verkiezingen werden gehouden na ontbinding van de Tweede Kamer.
|                   | 11 juni | 23 juni |
| ----------------- | ------- | ------- |
| Kiesgerechtigden  | 6.849   | 6.849   |
| Opkomst           | 5.171   | 5.285   |
| Geldige stemmen   | 5.113   | 5.226   |
| Blanco stemmen    | 58      | 59      |
| Kandidaten        |         |         |
| F.W.N. Hugenholtz | 1.850   | 2.897   |
| H.C. Hogerzeil    | 1.840   | 2.329   |
| L.W.J.K. Thomson  | 1.423   |         |

## 17 juni 1913
De verkiezingen werden gehouden na ontbinding van de Tweede Kamer.
|                   | 17 juni | 25 juni |
| ----------------- | ------- | ------- |
| Kiesgerechtigden  | 7.878   | 7.878   |
| Opkomst           | 6.442   | 5.528   |
| Geldige stemmen   | 6.385   | 5.483   |
| Blanco stemmen    | 57      | 45      |
| Kandidaten        |         |         |
| F.W.N. Hugenholtz | 2.638   | 2.986   |
| P. Kohnstamm      | 2.076   | 2.497   |
| J. de Bruijn      | 1.671   |         |

## 13 januari 1916
Frederik Hugenholtz, gekozen bij de verkiezingen van 17 juni 1913, trad op 30 december 1915 af vanwege zijn benoeming als ambtenaar van de reclassering te 's-Gravenhage. Om in de ontstane vacature te voorzien werd een tussentijdse verkiezing gehouden.
|                   | 13 januari |
| ----------------- | ---------- |
| Kiesgerechtigden  | 8.175      |
| Kandidaten        |            |
| F.W.N. Hugenholtz |            |

Hugenholtz was de enige kandidaat; hij werd zonder nadere stemming gekozen verklaard.

## 15 juni 1917
De verkiezingen werden gehouden na ontbinding van de Tweede Kamer.
|                   | 15 juni |
| ----------------- | ------- |
| Kiesgerechtigden  | 8.563   |
| Opkomst           | 2.495   |
| Geldige stemmen   | 2.466   |
| Blanco stemmen    | 29      |
| Kandidaten        |         |
| F.W.N. Hugenholtz | 2.114   |
| J.W. Kruyt        | 352     |

## Opheffing
De verkiezing van 1917 was de laatste verkiezing voor het kiesdistrict Weststellingwerf. In 1918 werd voor verkiezingen voor de Tweede Kamer overgegaan op een systeem van evenredige vertegenwoordiging met kandidatenlijsten van politieke partijen.